# Драгутин Косовац
Драгутин Брацо Косовац (Сарајево, 10. јануар 1924 — Сарајево, 22. јануар 2012) био је правник, учесник Народноослободилачке борбе, друштвено-политички радник СФР Југославије и СР Босне и Херцеговине и јунак социјалистичког рада.

## Биографија
Рођен је 10. јануара 1924. године у Сарајеву. Завршио је гимназију и студиј права. Народноослободилачком покрету прикључио се 1941. године. Исте године постао је члан Комунистичке партије Југославије.
После рата, био је секретар Градског комитета СК Сарајево, председник Народног одбора среза Сарајево, државни секретар за трговину СР БиХ, савезни секретар за трговину од 1963. до 1965, савезни секретар за здравство од 1965. до 1967. године.
Био је председник Републичког већа Скупштине СР БиХ, председник Градске конференције СК Сарајево, председник Извршног већа СР Босне и Херцеговине од 1969. до априла 1974. године, члан сталног дела Конференције СКЈ и остало.
Биран је за посланика Скупштине СР БиХ Другог, Трећег и Четвртог сазива. За члана Централног комитета СКЈ биран је од Једанаестог конгреса СКЈ.
Током 1980-их је био директор предузећа „Енергоинвест“.
Био је један од организатора Зимских олимпијских игара у Сарајеву 1984. и члан организационог одбора обележавања 20. годишњице ЗОИ у Сарајеву 2004. године.
Био је председник Главног одбора СУБНОР БиХ.
Умро је 22. јануара 2012. године у Сарајеву.
Носилац је Партизанске споменице 1941, Ордена јунака социјалистичког рада, Ордена народног ослобођења и више осталих југословенских одликовања.